# Monseigneur (titre)
Pour les articles homonymes, voir Monseigneur.
Monseigneur (Mgr ou Mgr en abrégé) est un titre d’appel donné à des personnages puissants, tels les membres du haut clergé.

## Titre donné aux princes et grands personnages laïcs

### Princes et haute noblesse
Au Moyen Âge, en France et en Angleterre, ce titre était accordé aux rois, princes et grands seigneurs. Il coexistait avec d'autres formes : messire et monsieur, ce dernier titre par influence de sieur, variante (cas sujet) de seigneur.
Sous l'Ancien Régime, on le donnait aux princes, aux ducs et à certains membres de la haute noblesse ; absolument, il désigna le Dauphin, notamment Louis de France (1661-1711), dit le Grand Dauphin, fils de Louis XIV.

### Titulaires d'office
Sous l'Ancien Régime, c'est aussi le titre donné aux titulaires d'un office important dans l'administration ou les armées. Ainsi, on appelle Monseigneur le Chancelier, le Connétable, le Grand Amiral, les maréchaux de France, les ministres, certains parlementaires et les intendants de province.
Sous le Premier Empire, le titre revient à plusieurs hauts dignitaires : par exemple, l'archichancelier.

### De nos jours
C’est le titre d’appel d'usage pour un prince souverain, par exemple le prince de Monaco ou le grand-duc de Luxembourg (« Sire » pour un roi), ou un prince appartenant à une maison souveraine (« Madame » pour une princesse ou une reine).
Ce titre est encore accordé aux divers prétendants des anciennes monarchies et aux membres de leur famille (« Madame » pour les femmes).

## Titre donné aux ecclésiastiques

### Évêques
« Monseigneur » (Monsignore en italien) est devenu un titre d’usage pour les évêques et les archevêques à partir du commencement du XVIIIe siècle. Auparavant, on appelait les évêques par le nom de leur diocèse, précédé de « Monsieur » : par exemple, Bossuet était « Monsieur de Meaux ». 
Les articles organiques qui ont fait suite au Concordat de 1801 ont fait interdiction aux ecclésiastiques de porter un autre traitement que « Monsieur » ou « Citoyen ». Plus tard et tout au long du XIXe siècle, les évêques ont été désignés comme « Sa Grandeur Monseigneur X*** ».
De nos jours, l'usage est d'écrire : « Son Excellence Monseigneur X*** » pour un archevêque ou évêque. Un évêque peut porter ce titre dès que sa nomination a été rendue officielle et avant même de recevoir la consécration. Pour les autorités républicaines, il reste « Monsieur l'évêque ».
Pour les autorités de l'Etat, en France, l'usage du prédicat « Monseigneur » est largement utilisé, tant dans les documents officiels (nominations dans l'ordre de la Légion d'honneur ; nomination des deux évêques « concordataires ») que par oral dans les cérémonies.

### Prêtres
Le titre est également porté par des prêtres, faits membres de la famille pontificale, c’est-à-dire honorés par le pape. Ils peuvent être « chapelains de Sa Sainteté » (le titre inférieur), prélats d’honneur (le titre plus courant) ou protonotaires apostoliques de numéro ou surnuméraires (le titre supérieur).

## Abréviations

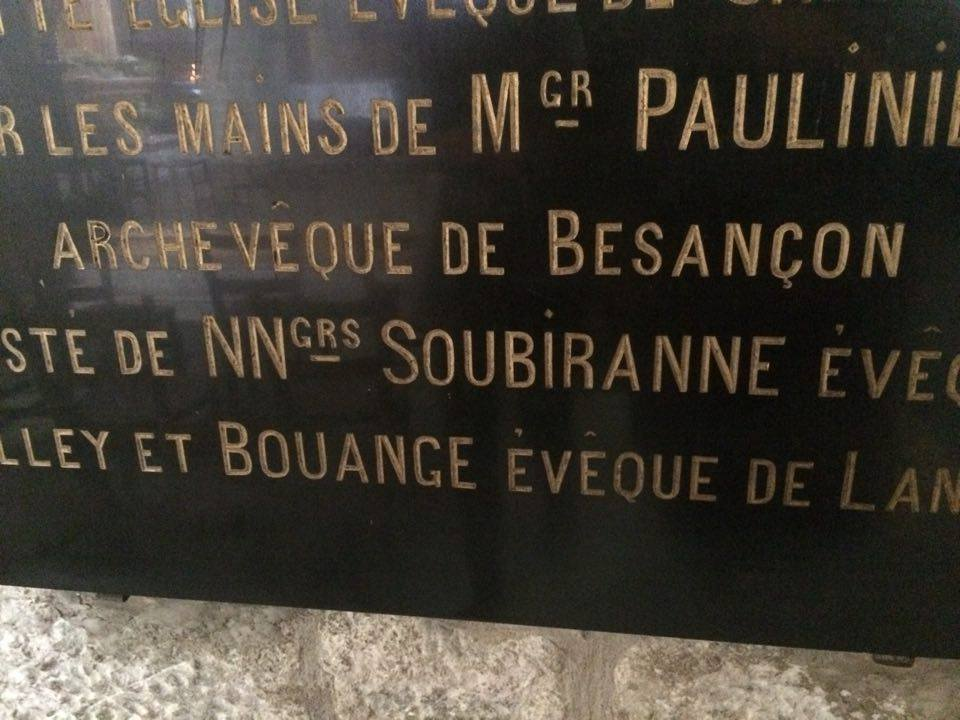
Extrait d'une plaque apposée dans l'église Saint-Just d'Arbois mentionnant l'abréviation NN^{grs}.

En français, le titre est abrégé en Mgr ou Mgr.
L'abréviation au pluriel diffère selon le contexte. Lorsque la personne qui parle emploie la première personne du pluriel ou ne s'implique pas elle-même, et qu'elle parle des évêques en général, le pluriel de « monseigneur » est « Nos Seigneurs » (ou Nosseigneurs). En abrégé, cela donne NN. SS ou NNSS ; cependant, on trouve parfois NNgrs. Par exemple : « Nos Seigneurs les évêques de France ont décidé ceci … et cela … ».
En revanche, lorsque la personne parle pour elle-même, à la première personne du singulier, et s'adresse à plusieurs évêques, elle dit : « messeigneurs » ou « Messeigneurs ». Par exemple, un conférencier s'adressant à un parterre d'évêques dira : « Messeigneurs, je vais vous parler de ceci...  »